# JTBベネフィット
株式会社JTBベネフィットは、東京都江東区に本社にかつて存在した企業。ベネフィット・ワンの100%子会社。

## 沿革
- 2000年2月10日 - 株式会社JTBの子会社として株式会社ジェイティービーベネフィットとして設立。
- 2004年6月 - プライバシーマークを取得。
- 2008年4月 - 現商号へ変更。
- 2021年10月 - 株式譲渡に伴い、ベネフィット・ワンの完全子会社となる[1]。
- 2022年4月 - ベネフィット・ワンへ吸収合併され、JTBベネフィットは解散[2]。

## 事業内容
- 福利厚生事業・アウトソーシング
  - えらべる倶楽部
- 健康支援業
- 生活支援事業